# Рожевий салон
Рожевий салон — пейоративний опис політичного середовища, а також медіа, мистецьких та правових кіл, які його підтримують, які мали підтримувати так звану "товсту лінію" політики (що розумілась як політика терпимості до колишніх комуністичних активістів, а не відповідно до історичного значення цього виразу). 
На думку людей, які використовують цей вираз, "рожевий салон" має походити від ліберальної та лівої частини опозиції за часів Польської Народної Республіки в 70-х роках ХХ століття зосередженої навколо КСС КОР (названого Зигмундом Вжодаком "рожевими гієнами"), а також з католицьких громад, зосереджених навколо Руху "Знак" та частини Католицьких Клубів Інтелігенції (іменованих як "католівацькі" пол.katolewica). 
Рожевий салон повинен був становити інтелектуальну базу уряду Тадеуша Мазовецького, за також - Демократичний Союз та Союз Волі. Головним представником рожевого салону вважається Адам Міхнік. 
Гасло "Рожевий салон"  було використано у книзі Вальдемара Лисяка Річпосполита брехунів - Салон (Rzeczpospolita kłamców - Salon).